# Охотівська сільська рада
Охотівська сільська рада — колишня адміністративно-територіальна одиниця та орган місцевого самоврядування у Лугинському, Олевському і Коростенському районах Коростенської й Волинської округ, Київської та Житомирської областей Української РСР з адміністративним центром у селі Охотівка.

## Населені пункти
Сільській раді на час ліквідації були підпорядковані населені пункти:
- с. Охотівка

## Історія та адміністративний устрій
Створена 8 вересня 1925 року в с. Охотівка Колцько-Кривотинської сільської ради Лугинського району Коростенської округи. Станом на 17 грудня 1926 року в підпорядкуванні значилися хутори Білки, Вили та Черемошня, які, на 1 жовтня 1941 року, не числилися в обліку населених пунктів.
Станом на 1 вересня 1946 року сільська рада входила до складу Лугинського району Житомирської області, на обліку в раді перебувало с. Охотівка.
30 грудня 1962 року, відповідно до указу Президії Верховної ради Української РСР «Про укрупнення сільських районів до розмірів територій виробничих колгоспно-радгоспних управлінь», сільську раду включено до складу Олевського району Житомирської області.
7 січня 1963 року, відповідно до рішення Житомирського облвиконкому № 2 «Про зміну адміністративної підпорядкованості окремих сільських рад і населених пунктів», сільську раду передано до складу Коростенського району та приєднано до Бондарівської сільської ради Коростенського району Житомирської області.